# 加藤純子 (児童作家)
加藤 純子（かとう じゅんこ、12月25日 - ）は、日本の児童文学作家。日本児童文学者協会副理事長。
息子は西洋建築史家の加藤耕一・東京大学教授、娘は共著のあるかとうりょーこ。

## 来歴
埼玉県秩父市出身。慶應義塾大学文学部中退。
2001年に娘との共著「母と娘が親友になれた日」で、第48回産経児童出版文化賞推薦を受賞。

## 著書
- 『わらいんぼきょうりゅう』（武市加代絵、太平出版社） 1980
- 『初恋クレイジーパズル』（国井節絵、ポプラ社） 1983
- 『シンデレラにはもうなれない』（世樹まゆ子絵、ポプラ社） 1984、のち文庫
- 『卒業、さよならのコンサート』（奥田怜子絵、ポプラ社） 1985
- 『ひみつの日記 赤毛のアンさまへ』（村井香葉絵、ポプラ社） 1986
- 『少女小説家ただいま志望中』（大竹紀子画、ポプラ社） 1987
- 『胸さわぎ初恋受験』（村井香葉絵、ポプラ社文庫） 1988
- 『ゆれる13歳 心はオレンジ・サマー』（小西ようこ絵、ポプラ社） 1989
- 『さよならのラブレター 私立中学受験7日前』（小西ようこ絵、ポプラ社文庫） 1990
- 『3年1組おちゃめなミルク』（牧野鈴子絵、ポプラ社） 1990
- 『モーツァルトの伝言 少年から大人への階段』（永田治子絵、ポプラ社） 1995
- 『アンネ・フランク』（ポプラ社、おもしろくてやくにたつ子どもの伝記） 1998、のちポケット文庫
- 『ベートーベン』（ポプラ社、おもしろくてやくにたつ子どもの伝記） 1998、のちポケット文庫
- 『超高層マンション、暮らしてみれば…』（講談社） 2002
- 『勾玉伝説 神かくし事件のなぞ』（森友典子画、岩崎書店、フォア文庫） 2002
- 『勾玉伝説2　ふたごの巫女のひみつ』（森友典子画、岩崎書店、フォア文庫） 2003
- 『勾玉伝説3　闇とのたたかい』（森友典子画、岩崎書店、フォア文庫） 2004
- 『家庭教師りん子さんが行く!』（加藤アカツキ絵、ポプラ社） 2008
- 『ネイルはおまかせ! しごとでハッピー! ネイリストのまき』（一ノ千陽絵、そうえん社） 2009
- 『ただいま、和菓子屋さん修業中!! しごとでハッピー! 和菓子職人のまき』（あづま笙子絵、そうえん社） 2010

### 共著・監修
- 『母と娘が親友になれた日 おとなになること』（かとうりょーこ共著、なかのよしこ絵、ポプラ社） 2000
- 『頭がよくなる10の力を伸ばすお話 1話5分』（監修、PHP研究所） 2013